# يونس الكاتب
يونس الكاتب (توفي عام 752 ميلادية)، كاتب وشاعر وموسيقي عربي من أهل المدينة المنورة برع في الغناء وكان من أوائل العرب الذين وثقوا فن الغناء, هو أوّل من دوّن و نوّط الموسيقى العربية. رافق الوليد بن يزيد حتى مقتله. أثرت مؤلفاته في أبو الفرج الأصفهاني وكتابه كتاب الأغاني.

## نبذه
هو يونس بن سليمان بن كرد بن شهريار، من ولد هرمز. وقيل: إنه مولىً لعمرو بن الزبير. ومنشؤه ومنزله بالمدينة. وكان أبوه فقيهاً، فأسلمه في الديوان فكان من كتابه. وأخذ الغناء عن معبد المغني وابن سريج المغني وابن محرز والغريض، وكان أكثر روايته عن معبد؛ ولم يكن في أصحاب معبد أحذق ولا أقوم بما أخذ عنه منه. وله غناء حسن، وصنعة كثيرة، وشعرٌ جيد. وكتابه في الأغاني ونسبها إلى من غنى فيها هو الأصل الذي يعمل عليه ويرجع إليه. وهو أول من دون الغناء.
قال مسعود بن خالد المورياني في يونس:
يا يونس الكاتب يا يونـس
طاب لنا اليوم بك المجلس
إن المغنـين إذا مـا هـم
جاروك أخنى بهم المقبس
تنشر ديباجاً وأشـبـاهـه
وهم إذا ما نشروا كربسوا

## بعض اخباره
- اجتمع فتيانٌ من أهل المدينة فيهم يونس الكاتب وجماعة ممن يغني، فخرجوا إلى وادٍ يقال له دومة من بطن العقيق، في أصحاب لهم فتغنوا، واجتمع إليهم نساء أهل الوادي – قال بعض من كان معهم: فرأيت حولنا مثل مراح الضأن -وأقبل محمد بن عائشة ومعه صاحب له؛ فلما رأى جماعة النساء عندهم حسدهم، فالتفت إلى صاحبه فقال: أما والله لأفرقن هذه الجماعة! فأتى قصراً من قصور العقيق، فعلا سطحه وألقى رداءه واتكأ عليه وتغنى:

هذا مقـام مـطـردٍ
هدمت منازله ودوره
رقى عليه عـداتـه
ظلماً فعاقبه أمـيره
فما قضى صوته حتى ما بقيت امرأةٌ منهن إلا جلست تحت القصر الذي هو عليه وتفرق عامة أصحابهم. فقال يونس وأصحابه: هذا عمل ابن عائشة وحسده.
- خرج يونس الكاتب من المدينة إلى الشام في تجارة؛ فبلغ الوليد بن يزيد مكانه؛ فلم يشعر يونس إلا برسله قد دخلوا عليه الخان، فقالوا له: أجب الأمير – والوليد إذ ذاك أمير – قال: فنهضت معهم حتى أدخلوني على الأمير، لا أدري من هو، إلا أنه من أحسن الناس وجها وأنبلهم، فسلمت عليه، فأمرني بالجلوس، ثم دعا بالشراب والجواري؛ فكنا يومنا وليلتنا في أمر عجيب. وغنيته فأعجب بغنائي إلى أن غنيته:

إن يعش مصعبٌ فنحن بخيرٍ
قد أتانا من عيشنا ما نرجي
ثم تنبهت فقطعت الصوت. فقال: ما لك؟ فأخذت أعتذر من غنائي بشعرٍ في مصعب بن الزبير فضحك وقال: إن مصعباً قد مضى وانقطع أثره ولا عداوة بيني وبينه، وإنما أريد الغناء، فأمض الصوت؛ فعدت فيه فغنيته. فلم يزل يستعيدنيه حتى أصبح، فشرب مصطبحا وهو يستعيدني هذا الصوت ما يتجاوزه حتى مضت ثلاثة أيام. ثم قلت له: جعلني الله فداء الأمير! أنا رجلٌ تاجرٌ خرجت مع تجار وأخاف أن يرتحلوا فيضيع مالي. فقال لي: أنت تغدو غداً؛ وشرب باقي ليلته، وأمر لي بثلاثة آلاف دينار فحملت إلي، وغدوت إلى أصحابي. فلما خرجت من عنده سألت عنه، فقيل لي: هذا الأمير الوليد بن يزيد ولي عهد أمير المؤمنين هشام بن عبد الملك. فلما استخلف بعث إلي فأتيته، فلم أزل معه حتى قتل .

## من أشهر مؤلفاته
- كتاب النغم.
- كتاب القيان.